# Cannabis en Roumanie

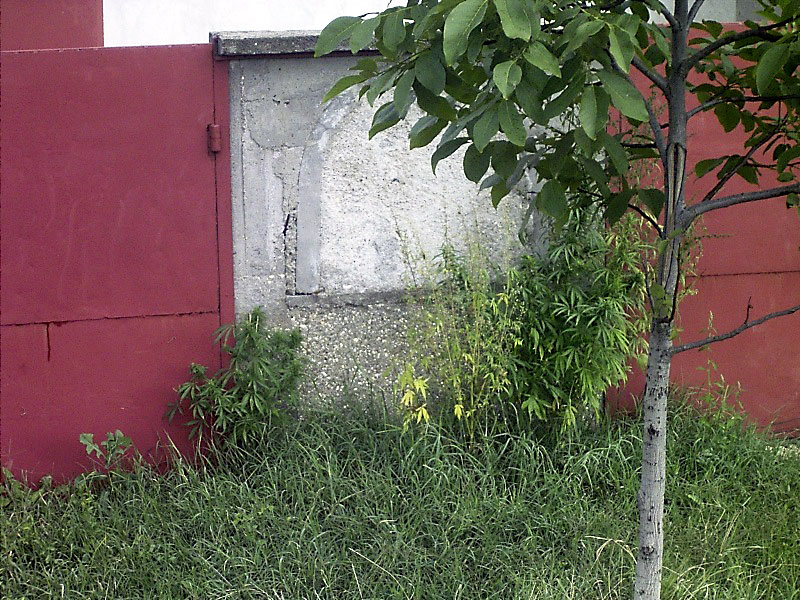
Cannabis en Roumanie, 2004

Le cannabis en Roumanie est illégal à des fins récréatives et médicales. Bien qu'il ait été techniquement légalisé pour un usage médical en 2013, il n'a pas été éliminé du tableau I des drogues à haut risque et, à ce titre, son utilisation est interdite.
Certaines des premières preuves de l'usage psychoactif du cannabis ont été trouvées en Roumanie, notamment sur les sites archéologiques de Frumușica et Gurbănești.

## Interdiction
En 1928, la Roumanie a établi des lois pour lutter contre les stupéfiants, y compris le haschich et ses préparations.

## Cannabis médical
Une loi limitée sur le cannabis médical a été adoptée en 2013, autorisant l'utilisation de dérivés à faible teneur en THC (moins de 0,2 %) de la plante uniquement,,,.

## Plaidoyer pour la réforme
USR Tineret est la première organisation de jeunesse d'un parti politique roumain (l'Union sauvez la Roumanie) à soutenir ouvertement la dépénalisation du cannabis.

## Sources et références
1. ↑  Robert C. Clarke, Mark D. Merlin. Cannabis: Evolution and Ethnobotany. University of California Press, 2013. p. 109
2. ↑  « EMCDDA | Country legal profiles », Emcdda.europa.eu (consulté le 26 novembre 2016)
3. ↑  « Romania Legalizes Medical Marijuana, Becomes 10th EU Country To Permit Therapeutic Use », Novinite,‎ 6 octobre 2013 (lire en ligne, consulté le 14 octobre 2013)
4. ↑  Sara Gates, « Romania To Allow Medicinal Use Of Marijuana Derivatives, But Drug Remains Illegal », HuffPost,‎ 5 octobre 2013 (lire en ligne, consulté le 24 août 2018)
5. ↑  « Medical Marijuana in Romania », marijuanadoctors.com (consulté le 24 août 2018)
6. ↑  Diana Toea, « Marijuana medicinala e legala in Romania. De ce nu avem pe piata niciun medicament pe baza de canabis », ziare.com,‎ 6 juillet 2016 (lire en ligne, consulté le 24 août 2018)
7. ↑  « USR Tineret nu mai vrea pedepsirea consumului de canabis. Propunere de lege » (consulté le 22 avril 2020)